# دان بارون كوهن
دان بارون كوهن (بالإنجليزية: Dan Baron Cohen)‏ هو كاتب مسرحي أمريكي، ولد في 1957.